# Ferdynand Szmidla
Ferdynand Szmidla ps. Biały (ur. 1885, zm. 1961) – polski działacz niepodległościowy, społeczny i socjalistyczny, radny Częstochowy.

## Życiorys
Młodość
Ferdynand Szmidla urodził się 18 stycznia 1885 roku w Kamienicy Polskiej w powiecie częstochowskim. Szmidla ukończył pięcioklasowa szkołę podstawową przy fabryce juty „Helle i Dietrich” i w 1899 roku rozpoczął pracę jako robotnik, a w późniejszych latach jako majster. W tej fabryce robotnikiem był także jego ojciec.
Od 1907 roku należał do komisji rewizyjnej Towarzystwa Szerzenia Wiedzy, a od następnego roku do zarządu Towarzystwa Teatralno–Muzycznego przy fabryce „Helle i Dietrich”.
Działalność w PPS
W 1904 roku Szmidla wstąpił do PPS, w której zajmował się m.in. kolportażem nielegalnej prasy na terenie fabryki, uczestniczył także w organizowanych przez PPS manifestacjach. Za działalność polityczną i rzekomy udział w zabójstwie żandarma został aresztowany 10 stycznia 1905 roku. Był więziony w Częstochowie, a później Piotrkowie. W czerwcu został, z braku dowodów, zwolniony po procesie. Po wyjściu na wolność kontynuował działalność polityczną. Współtworzył wówczas komitet fabryczny PPS, współorganizował strajki polityczne i ekonomiczne. Jesienią 1906 roku uczestniczył w zbrojnej ochronie pogrzebu członka PPS, Władysława Zająca. Po rozpadzie partii w listopadzie 1906 roku przeszedł do PPS – Frakcji Rewolucyjnej.
W marcu 1909 roku został oskarżony o zamordowanie dyrektora fabryki, Karola Szmalbrucha. Wobec zagrożenia aresztowaniem, Szmidla wyjechał do austriackiego Chrzanowa, ale wkrótce wrócił do miasta. Został aresztowany i oskarżony o zabójstwo, ale po śledztwie został zwolniony 5 grudnia. Ponownie trafił do aresztu w grudniu 1910 roku za przechowywanie nielegalnej prasy, ale został zwolniony za kaucją 20 kwietnia.
Okres wojny
W okresie I wojny światowej kontynuował działalność w PPS – Frakcji Rewolucyjnej. W 1917 roku ukończył kursy handlowe. W 1920 roku prowadził działalność agitacyjną na rzecz wstępowania do armii walczącej przeciw bolszewikom, następnie sam brał udział w wojnie. Po zakończeniu wojny pracował w Częstochowie jako urzędnik w Banku Handlowym.
Dwudziestolecie międzywojenne
Szmidla działał w komitetach rodzicielskich częstochowskich szkół: Gimnazjum im. Sienkiewicza i Gimnazjum Żeńskiego Stowarzyszenia „Nauka i Praca”.
W 1927 roku współtworzył w Częstochowie Stowarzyszenie Byłych Więźniów Politycznych, następnie był jego prezesem. Od 1932 roku kierował pracami rady nadzorczej Spółdzielni Spożywców „Jedność”.
W latach 1935–1939 był przewodniczącym częstochowskiego koła Zrzeszenia Pracowników Banku Handlowego, a w 1937 r. został prezesem koleżeńskiej kasy pożyczkowej. Szmidla należał do twórców częstochowskiego oddziału Związku Zawodowego Pracowników Bankowych i Kas Oszczędnościowych, a w pewnym okresie był członkiem zarządu tego oddziału.
W 1934 roku Szmidla został z poparciem PPS wybrany do rady miejskiej Częstochowy, a następnie został członkiem jej komisji budżetowej.
Okupacja hitlerowska
Od 1940 roku był zatrudniony w Zakładzie Kąpielowo–Dezynfekcyjnym, który podlegał Zarządowi Miasta. Aresztowany 30 marca 1940 roku. Ponownie aresztowany w grudniu 1943 roku i zwolniony z więzienia w marcu 1944 roku.
Okres powojenny
W marcu 1945 roku przystąpił do reaktywowanej PPS i do 1948 roku był członkiem jej Miejskiego Komitetu. Ponadto był od wyzwolenia członkiem Miejskiej Rady Narodowej i jej wiceprzewodniczącym. Po zjeździe zjednoczeniowym PPS i PPR został członkiem PZPR.
Współorganizował, a następnie kierował pracami Związku Weteranów Walk Rewolucyjnych 1905–1918 oraz należał do komisji historyczno–dokumentacyjnej stowarzyszenia.
Od 1945 roku pracował zawodowo w Zakładach Przemysłu Metalowego „Elektrody”, pięć lat później zatrudnił się w biurze Sprzedaży Artykułów i Tkanin Technicznych Rzemieślniczej Spółdzielni Pracy, a w 1952 roku przeniósł się do Przedsiębiorstwa Budowy Kopalń Rud Żelaza.
Zmarł 8 lutego 1961 roku w Częstochowie i został pochowany na cmentarzu Kule w Częstochowie

## Odznaczenia
- Krzyż Niepodległości (1937)
- Krzyż Komandorski Orderu Odrodzenia Polski (1957)

## Życie prywatne
Był synem tkacza Franciszka Szmidli i Franciszki Hejzralówny. Jego brat Jan był zesłańcem i ochotnikiem w wojnie polsko-bolszewickiej. Miał syna, Janusza.